# Tweez
Tweez es el álbum debut de la banda de math rock Slint. Aunque originalmente se lanzó bajo la pequeña disquera independiente Jennifer Hartman Records, poco tiempo después se relanzó bajo Touch & Go Records.
Todas las canciones del álbum están nombradas con los nombres de los padres de los miembros de la banda, excepto por "Rhoda", que tiene el nombre del perro del baterista Britt Walford; "Ron" y "Charlotte" tienen los nombres de los padres de Walford, "Nan Ding" y "Darlene" los del guitarrista David Pajo, "Carol" y "Kent" los del guitarrista y cantante Brian McCahan, y por último "Warren" y "Pat" los del bajista Ethan Buckler.
En la versión en vinilo del álbum, los lados del disco se llaman "Bemis" y "Gerber".
El automóvil en la carátula es un Saab 900 Turbo pre-1987.

## Lista de canciones

### Lado A:Bemis
1. "Ron" - 1:55
2. "Nan Ding" - 1:47
3. "Carol" - 3:40
4. "Kent" - 5:48

### Lado B:Gerber
1. "Charlotte" - 4:29
2. "Darlene" - 3:05
3. "Warren" - 2:32
4. "Pat" - 3:35
5. "Rhoda" - 2:56

## Créditos
- David Pajo - guitarra eléctrica
- Brian McMahan - guitarra eléctrica, voz
- Britt Walford - batería
- Ethan Buckler - bajo
- Steve Albini (acreditado como "Some Fuckin Derd Niffer") - ingeniero de sonido
- Edgar Blossom - voz en "Warren"
- Joe Oldham - fotografía de la carátula
- Lisa Olwen - arte